# Sandro Michel
Sandro Michel (Rheinfelden, 1 de julio de 1996) es un deportista suizo que compite en bobsleigh.
Ganó una medalla de bronce en el Campeonato Mundial de Bobsleigh de 2023 y tres medallas en el Campeonato Europeo de Bobsleigh, en los años 2023 y 2024. Participó en los Juegos Olímpicos de Pekín 2022, ocupando el cuarto lugar en la prueba doble.

## Palmarés internacional
| Campeonato Mundial | Campeonato Mundial   | Campeonato Mundial | Campeonato Mundial |
| Año                | Lugar                | Medalla            | Prueba             |
| ------------------ | -------------------- | ------------------ | ------------------ |
| 2023               | Sankt Moritz (Suiza) | Medalla de bronce  | Doble              |
| Campeonato Europeo |                      |                    |                    |
| Año                | Lugar                | Medalla            | Prueba             |
| 2023               | Altenberg (Alemania) | Medalla de plata   | Doble              |
| 2023               | Altenberg (Alemania) | Medalla de bronce  | Cuádruple          |
| 2024               | Sigulda (Letonia)    | Medalla de plata   | Doble              |